# Regina Stiefl
Regina Stiefl (Duitsland, 11 oktober 1966) is een mountainbiker uit Duitsland.
Stiefl had eerst een carrière als professioneel skieer, maar stapte in 1987 over naar de mountainbike.
In 1993 en 1995 won ze de Wereldbeker mountainbike op het onderdeel Downhill.
Ook was ze Duits nationaal kampioene op de cross country en downhill.
In 1995 nam ze deel aan de Wereldkampioenschappen mountainbike.
In 1999 werd Stiefl opgenomen in de Mountainbike Hall of Fame.